# Sighere
Sighere va ser rei d'Essex conjuntament amb Sæbbi, el qual li va sobreviure. El període del seu regnat va aproximadament del 664 i al 688.
Era fill de Sigeberht Sæwarding, que probablement era Sigebert el Bo o potser Sigebert el Petit. Sighere i Sæbbi eren cosins del seu predecessor, Swithhelm.
Sighere tenia creences paganes mentre que Sæbbi era cristià i aviat tots dos van esdevenir rivals. Sighere va cercar aliances en Wessex i Sæbbi a Mèrcia. Com a resultat d'aquesta rivalitat, Wulfhere de Mèrcia va acabar tenint el control sobre Essex i va convèncer Sighere de casar-se amb la seva neboda Osgyth, filla de Frithuwold, rei encarregat d'una regió de Mèrcia anomenada Surrey. A Jaruman, bisbe de Mèrcia, li van assignar la tasca de reconvertir el poble d'Essex al cristianisme. El 673, Sighere es va separar d'Osgyth, la qual va anar a demanar la protecció del bisbe Beaduwine de North Elmham. Sighere va morir vers l'any 688 i Sæbbi va continuar com a governant d'Essex.